# Choi Chang-ho
Choi Chang-ho est un boxeur sud-coréen né le 10 février 1964 à Séoul.

## Carrière
Passé professionnel en 1982, il devient champion de Corée du Sud des poids mouches le 22 février 1987 puis champion du monde IBF de la catégorie le 5 septembre suivant après sa victoire par KO au 11e round contre Dodie Boy Peñalosa. Chang-ho perd son titre dès le combat suivant face à Rolando Bohol le 16 janvier 1988. Il met un terme à sa carrière de boxeur après ce combat sur un bilan de 15 victoires et 5 défaites.